# 台灣媒體
台灣媒體的記載最早可追溯至1885年。

## 歷史

### 清治時期
1885年7月，英格蘭長老會牧師巴克禮創辦臺灣第一份印刷刊物《臺灣府城教會報》，以白話字作為文字媒介，雖為傳教而生，但是其中不乏社會百態及文藝創作。

### 日治時期
日人治臺初期遭受不少阻力，因此引進大眾傳播媒體，由日人辦報為殖民政府喉舌，控制言論，文字多以日文為主，就算有中文也是文言文，且嚴禁臺灣民眾發行報刊，以此達到馴化臺灣、便於殖民的目的。初期臺灣有四家穩定經營的日報，分別是北部的《臺灣日日新報》，中部的《臺灣新聞》，南部的《臺南新報》與東部的《東臺灣新報》，此為臺灣近代報紙與報業之濫觴。
民間辦報則以民營的《臺灣民報》最為著名。1920年春，林獻堂等人在東京共組「新民會」，創辦《臺灣青年》雜誌社，發行月刊，編輯兼發行人為蔡培火，創刊後廣受海內外臺胞捐助支持。《臺灣青年》創刊初期強調青年奮起與文化發展，其後逐漸強調民族色彩，成為日本當局管制的對象，而無法順利運往臺灣，甚至被迫禁止發行。1922年，《臺灣青年》改名《臺灣》，內容中日文各佔一半。1923年4月，《臺灣民報》半月刊創刊，後因東京大地震火災暫時停刊，復刊後改為半月刊，12月，日本當局對年初臺灣議會同盟會的與會者展開逮捕行動，史稱「治警事件」，《臺灣民報》許多工作人員皆遭收押判刑，一度因此暫停出刊。《臺灣》月刊在《臺灣民報》站穩市場後停刊，《臺灣民報》改為周刊，《臺灣》雜誌社股份有限公司也改稱《臺灣民報》社股份有限公司。1926年，對臺灣人具有好感的臺灣文官總督伊澤多喜男，核准《臺灣民報》雜誌社遷回臺灣，條件是必須有部份版面刊載日文。

### 中華民國時期

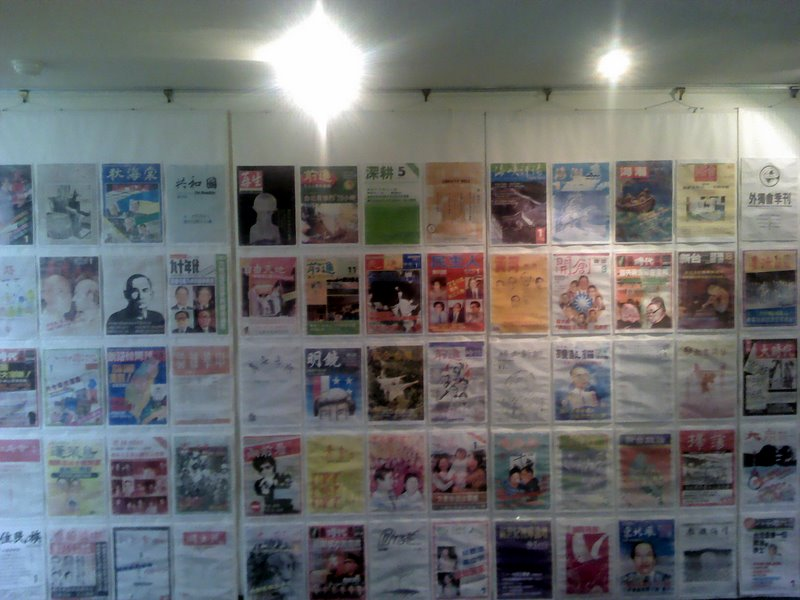
臺灣戒嚴時期各種的黨外雜誌

台灣於1945年日本撤退至1980年代後期解嚴前之新聞媒體，因報禁等政府對媒體的限制而多由中國國民黨及中華民國政府持有，故民進黨主張「黨政軍退出媒體」。在指戒嚴時代，媒體成為統治者打擊異議份子及遂行言論管制及宣傳之工具；當時的媒體監督機構主要也只單純地探討媒體內容，而從未針對媒體結構進行批判。不過也有如自由中國、蓬萊島雜誌、美麗島雜誌等批評時政的雜誌，但卻大多受到當時政府的打壓。
1987年，時任總統蔣經國宣佈解嚴，同時解除報禁與黨禁，不過鄭南榕認為如果只解除報禁，卻不修改當時的出版法中新聞局能逕行對報社處分的條款，和未解除報禁時無異。後來，於1999年，當時的第三屆立法院通過廢止出版法，將來出版品不再需要登記，相關出版規定則回歸其他法律。之後，基於黨政軍退出媒體，中華民國政府和中國國民黨紛紛出售了原本的國營媒體和黨媒，使包括老三台在內的媒體民營化。
在解除報禁後報刊數量大幅增加，但也造成了惡性競爭，引發了媒體亂象，後來更出現了媒體壟斷爭議，引發了反媒體壟斷運動。

## 外界調查
台灣民眾對台灣媒體與從業者的印象普遍不佳。據財團法人台灣媒體觀察教育基金會於2019年的調查，以0分起跳、滿分10分為基準，台灣民眾對台灣媒體的平均評價為5.58分。无国界记者驻台北办事处执行长艾玮昂表示，台湾媒体面临的問題有：政治高度两极化、腥膻色報導、以及媒体拥有者统治一切，無法尊重新闻准则。根據路透新聞學機構於2022的調查，台灣媒體的信任度為28%，是全亞太地區的民主國家中最低的。